# Cirque de Morgon
Pour les articles homonymes, voir Morgon.
Le cirque de Morgon est un cirque naturel se trouvant dans le département français des Hautes-Alpes, sur la commune de Crots, au-dessus du lac de Serre-Ponçon.

## Géographie
Le cirque de Morgon à une forme globale d'un ovale orienté sud-est/nord-ouest, d'une longueur de 4 km et de 2 km de largeur. Il se situe entre 1 900 m et 2 381 m d'altitude.
Les sommets qui l'entourent sont :
- la tête de la Vieille (2 381 m) au sud ;
- le pic de Morgon (2 324 m) au nord-ouest du cirque, point le plus à l'ouest ;
- le pic de Charance (2 316 m) au sud-est du cirque, point le plus à l'est.

Le cirque est occupé par un petit lac qui se trouve presque asséché en été.

## Histoire
Au Moyen Âge, la montagne de Morgon appartenait aux moines de l'abbaye Notre-Dame de Boscodon qui y faisaient paître leurs troupeaux en été.

## Chapelle Saint-Pierre de Morgon
Le lac de Morgon est le but de processions, dont l'origine pourrait remonter selon certains historiens à des rites païens qui auraient été christianisés. Le pèlerinage a lieu le 29 juin, jour de la Saint-Pierre. Il ne restait rien de la chapelle primitive délaissée depuis le début du XXe siècle. Elle fut reconstruite à l'identique en juin 1992, en poutres de mélèzes, par les élèves du lycée professionnel d'Embrun. Les travaux ont été réalisés en quinze jours.

## Notes et références

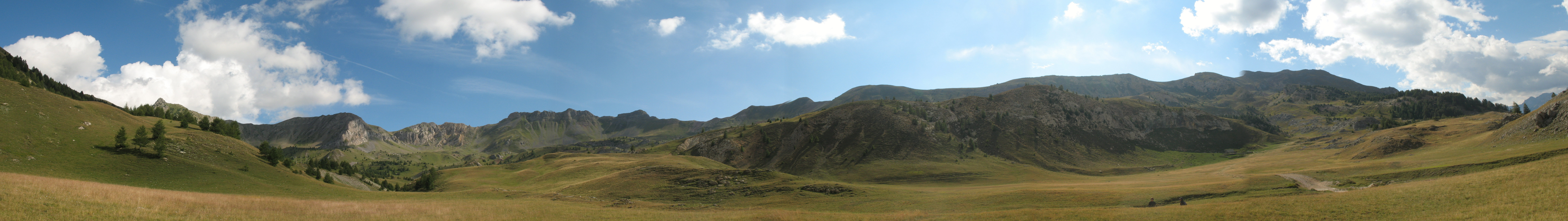
Vue panoramique du Cirque de Morgon.